# Angyali üdvözlet fatemplom (Hercegány)
A hercegányi Angyali üdvözlet fatemplom műemlékké nyilvánított épület Romániában, Hunyad megyében. A romániai műemlékek jegyzékében a  HD-II-m-B-03337 sorszámon szerepel.